# Велике Чаусово
Велике Ча́усово (рос. Большое Чаусово) — село у складі Кетовського району Курганської області, Росія. Адміністративний центр Великочаусовської сільської ради.
Населення — 2026 осіб (2010, 1663 у 2002).